# Genista tetragona
Genista tetragona är en ärtväxtart som beskrevs av Wilibald Swibert Joseph Gottlieb von Besser. Genista tetragona ingår i släktet ginster, och familjen ärtväxter. IUCN kategoriserar arten globalt som sårbar. Inga underarter finns listade i Catalogue of Life.